# Hylorina sylvatica
Hylorina sylvatica – gatunek płaza bezogonowego z rodziny Batrachylidae, jedyny przedstawiciel rodzaju Hylorina Bell, 1843. Występuje w Chile i Argentynie. Jego naturalnym środowiskiem są lasy i słodkowodne bagna.
W Czerwonej księdze gatunków zagrożonych IUCN Hylorina sylvatica został zakwalifikowany jako gatunek najmniejszej troski (LC – Least Concern). Do głównych zagrożeń dla gatunku należy wycinka lasów.